# Campaña de Petersburg
La campaña de Petersburg fue la continuación de la campaña de Overland del general Ulysses S. Grant. Cuando consiguió sorprender al general Robert E. Lee y cruzar el río James, después de haber fracasado en sus intentos de vencerlo al norte de Richmond. Comprendió una serie de operaciones militares y guerra de trincheras al sur del estado de Virginia durante los últimos meses de la guerra civil estadounidense, que culminó con la derrota de los confederados.
Fue una campaña que se desarrolló, en los alrededores de Petersburg, Virginia, desde el 15 de junio de 1864 hasta el 3 de abril de 1865. Aunque a  la campaña se  le conoce generalmente como el Asedio de Petersburg (en inglés: Siege of Petersburg), no se trato realmente de un clásico asedio militar en el que una ciudad es rodeada y todas sus fuentes de suministro son interrumpidas. Las acciones militares tampoco fueron limitadas solo contra la ciudad de Petersburg. Su preludio fue la primera batalla de Petersburg (9 de junio de 1864), que estalló con el primer intento fallido por tomar la ciudad por asalto. Aunque los confederados se encontraban en desventaja numérica pudieron detener el asalto y entre el 15 y 17 de junio lograron rechazar otro ataque mayor de la Unión durante la segunda batalla de Petersburg, que activó la campaña, a causa de la llegada de las fuerzas confederadas del general Lee al día siguiente, que dieron al traste la posibilidad de una toma de la ciudad por sorpresa y que Lee tenía que defender a toda costa, porque su caída significaba también la caída de Richmond, ya que la mayor parte de las líneas de abastecimiento de la ciudad pasaban por allí.
La campaña de Petersburg, se convirtió entonces en una guerra de trincheras, batallas esporádicas y maniobras militares. Después de casi 10 meses, la victoria federal en el Fuerte Stedman el 25 de marzo de 1865 fue un golpe devastador para el ejército confederado, que ya se encontraba entonces debilitado por las deserciones, enfermedades y desabastecimiento. El ejército federal superaba entonces en números a los confederados en más del doble, lo que llevó luego a la posterior victoria federal en la batalla de Five Forks el 1 de abril y a la toma de la ciudad de Petersburg el 3 de abril, y más tarde ese día también la de Richmond después de otra victoria en la tercera batalla de Petersburg. Cabe destacar, que la campaña tuvo la mayor concentración de tropas afroamericanas durante la contienda, donde se distinguieron sobre todo en la batalla de New Market Heights.

## Preludio
Artículo principal Teatro del Este de la Guerra Civil Estadounidense
Ubicado al frente de la navegación en la orilla sur del río Appomattox, Petersburg había sido un centro de manufactura de tabaco, algodón y hierro antes de la Guerra Civil, así como un importante puerto nacional. Para 1864, su importancia residía en los cinco ferrocarriles que conectaban Petersburg con Richmond y los puntos al sur y al oeste. La toma de la ciudad significaría por ello también la caída posterior de Richmond.

### Primera batalla de Petersburg
El 9 de junio, el general de división Benjamin Butler, comandante en jefe del Ejército del James, despachó alrededor de 4500 caballería e infantería contra los 2500 defensores confederados de Petersburg. Mientras la infantería de Butler se manifestaba en esa Primera batalla de Petersburg contra la línea exterior de atrincheramientos al este de Petersburg, la división de caballería de Kautz intentó ingresar a la ciudad desde el sur a través de Jerusalem Plank Road. Sin embargo, el ataque fue rechazado por los guardias locales. Después, Butler se retiró. La batalla también fue llamada la "batalla de los hombres viejos y jóvenes" por los residentes locales.

### Río James
Del 14 al 17 de junio, el Ejército del Potomac cruzó el río James y comenzó a avanzar hacia Petersburg para apoyar y renovar los asaltos de Butler, que se juntó a ese ejército. El general en jefe de la Unión lo había hecho, porque se había quedado sin posibilidad de maniobrar al norte del río James en su búsqueda de diezmar el Ejército del Norte de Virginia del general Robert E. Lee y capturar así Richmond. Un movimiento rápido y secreto a través del «poderoso James» contra Petersburg prometía aislar a la capital confederada y poner a Lee en una grave desventaja, algo que consiguió con éxito. Así empezó el asedio, que duró 292 días, es decir del 15 de junio de 1864 hasta la rendición de la ciudad el 3 de abril de 1865.

## La campaña

### Segunda batalla de Petersburg
Artículo principal: Segunda Batalla de Petersburg
La aparición de las tropas de Grant, que vinieron desde el río James llevaron a la segunda batalla de Petersburg, también conocida como el asalto a Petersburg, que se libró del 15 al 18 de junio de 1864, al comienzo de la campaña de Petersburg (conocida popularmente como el sitio de Petersburg). En esa batalla las fuerzas de la Unión bajo el mando del teniente general Ulysses S. Grant intentaron capturar Petersburg, Virginia, después de haber cruzado el río James antes de que el Ejército Confederado del Norte de Virginia del general Robert E. Lee pudiera reforzar la ciudad a tiempo. Por el camino también tomaron dos de los ferrocarriles.
En esos cuatro días hubo repetidos ataques de la Unión contra fuerzas sustancialmente más pequeñas comandadas por el general P. G. T. Beauregard. Las fuertes posiciones defensivas de Beauregard y las acciones mal coordinadas de los generales de la Unión (en particular el general de división William F. "Baldy" Smith, quien desperdició la mejor oportunidad de éxito el 15 de junio) compensaron la disparidad en el tamaño de los ejércitos. Para el 18 de junio, la llegada de refuerzos significativos del ejército de Lee hizo que los asaltos adicionales no fueran exitosos. El fracaso de la Unión para derrotar a los confederados en estas acciones dio como resultado el inicio del asedio de Petersburgo, que duraría unos diez meses.

### Primeros intentos para cortar las vías ferroviarias
Después del fracaso de los asaltos a Petersburg, el teniente general Ulysses S. Grant decidió a regañadientes sitiar a Petersburgo, defendido por el Ejército del Norte de Virginia del general Robert E. Lee. El Ejército de la Unión del Potomac, comandado por el general de división George G. Meade (aunque supervisado de cerca por su superior, Grant), se encontraba al este de la ciudad, que corre cerca de la calle Jerusalem Plank (actual Ruta de los Estados Unidos 301) hasta el río Appomattox. El primer objetivo de Grant era asegurar las tres líneas ferroviarias abiertas restantes que servían a Petersburg y la capital confederada de Richmond.

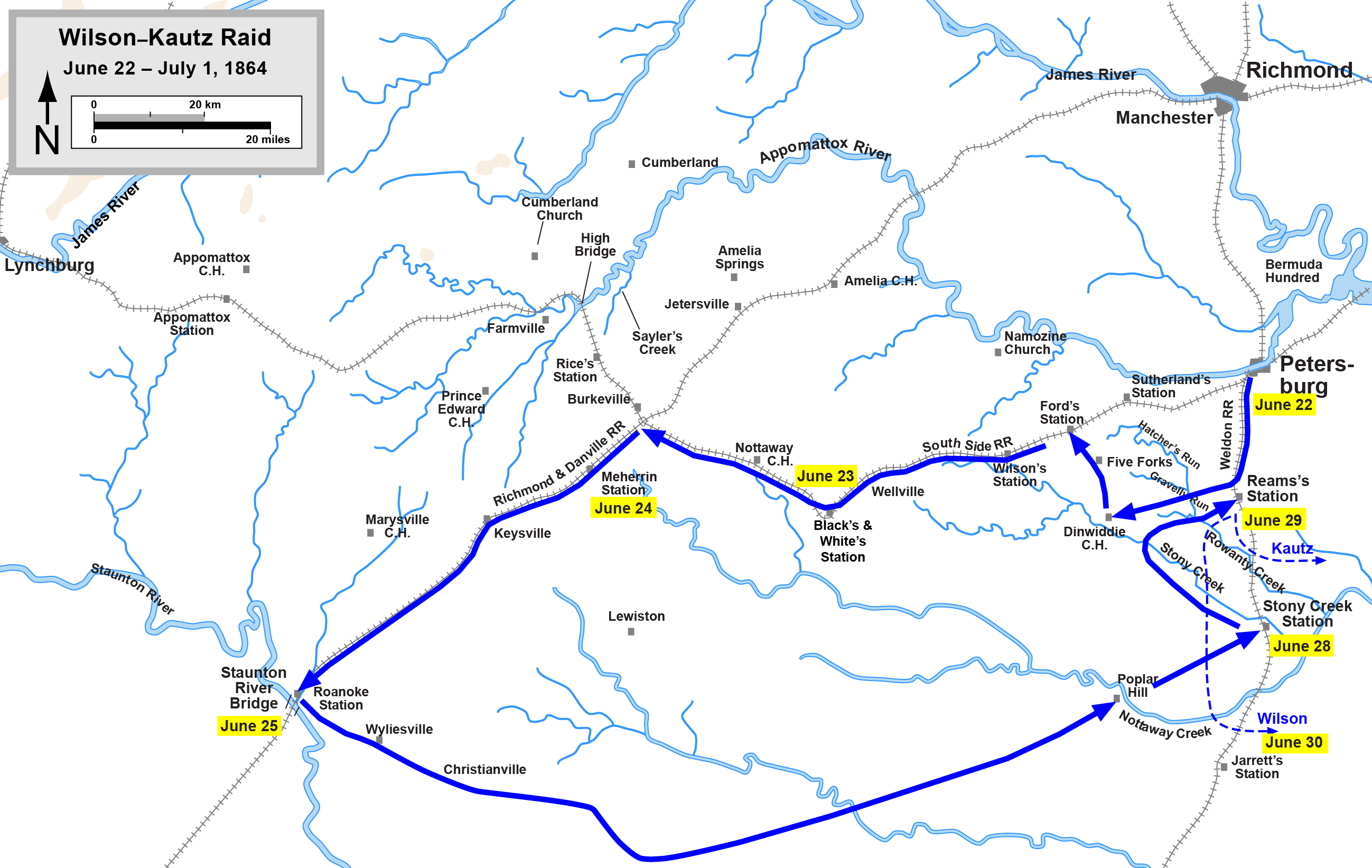
Mapa que representa la ruta tomada de la caballería de la Unión en la incursión Wilson-Kautz.

#### Batalla de Jerusalem Plank Road
Artículo principal: Batalla de Jerusalem Plank Road
La primera batalla a gran escala para ese objetivo fue en Jerusalem Plank Road, para algún autor fue el inicio de la incursión Wilson-Kautz. Fue también conocida como la primera batalla del Ferrocarril Weldon y se libró del 21 al 24 de junio de 1864, cerca de Petersburg, Virginia. Fue la primera de una serie de batallas durante el asedio de Petersburg, cuyo objetivo era extender las líneas de asedio de la Unión hacia el oeste y cortar las líneas de ferrocarril que todavía abastecían a Petersburg. Dos cuerpos de infantería del Ejército de la Unión del Potomac intentaron cortar el ferrocarril, pero al día siguiente fueron atacados y expulsados por tropas del Ejército Confederado del Cuerpo del General Hill dirigidas por el general de brigada William Mahone. La batalla no concluyente dejó el ferrocarril de Weldon otra vez en manos confederadas, pero el Ejército de la Unión pudo comenzar a extender sus fortificaciones hacia el oeste, comenzando a aumentar así la presión del asedio.

#### Incursión de Wilson-Kautz
Casi al mismo tiempo, Grant organizó la incursión de Wilson-Kautz, una operación de caballería en el centro sur de Virginia, que se libró entre el 22 de junio y el 1 de julio de 1864. Estaba, también, dirigida contra los ferrocarriles confederados de Petersburg. La redada fue conducida por la caballería de la Unión bajo la dirección de los generales de brigada James H. Wilson y August Kautz, a quienes se les ordenó cortar los ferrocarriles de Weldon, Southside y Richmond & Danville. Si bien el ataque tuvo el efecto previsto de causar considerables daños a las comunicaciones ferroviarias de la Confederación durante varias semanas, la fuerza de ataque perdió toda su artillería, muchos caballos y casi un cuarto de la fuerza original. Aun así, en opinión de Grant, el daño al enemigo fue mayor que las pérdidas sufridas en el empeño.

### Primera batalla de Deep Bottom
La primera batalla de Deep Bottom, también conocida como Darbytown, Strawberry Plains, New Market Road o Gravel Hill, se libró entre el 27 y el 29 de julio de 1864 en Deep Bottom en el Condado de Henrico, Virginia, como parte del sitio de Petersburgo de la guerra civil estadounidense. En ella una fuerza de la Unión bajo los generales Winfield S. Hancock y Philip H. Sheridan fueron enviados por el general Grant a una expedición para atacar a Richmond, Virginia con la intención de atraer a tropas confederadas lejos de la línea defensiva de Petersburgo en previsión de la venidera batalla del Cráter que Grant estaba preparando. La fuerza de infantería y caballería de la Unión fue incapaz de atravesar las fortificaciones de los confederados en el lugar y tuvo que retirarse, pero logró el efecto deseado de reducir momentáneamente la fuerza de los confederados en Petersburg y atraer las tropas de Lee hacia la parte norte del río James.

### Batalla del Cráter
Entonces se inició la batalla del Cráter. Tuvo lugar el 30 de julio de 1864, entre el Ejército Confederado del Norte de Virginia, comandado por el general Robert E. Lee, y el Ejército de la Unión del Potomac, comandado por el general de división George G. Meade (bajo la supervisión directa de la general en jefe, el teniente general Ulysses S. Grant). El ataque se hizo justo en ese momento después de la distracción que Grant organizó en Deep Bottom para que la operación tuviese mayor éxito.
Después de prepararse durante semanas para este propósito, las fuerzas de la Unión explotaron el 30 de julio una mina, que llenaron con cuatro toneladas de pólvora y que habían colocado durante ese tiempo, en el sector del general Ambrose E. Burnside de la Unión justo al sur de Petersburgo, Virginia, abriendo así una brecha en las defensas de la Confederación en el lugar. Una vez abierta las tropas de Burnside entraron en el cráter y aunque al principio la ofensiva iba bien, todo se deterioró rápidamente para los atacantes de la Unión. Las tropas cargaron dentro del cráter en vez de avanzar alrededor de él. Así los soldados se arremolinaban en confusión y se convirtieron por ello en blanco fácil para las tropas confederadas.
Los confederados se recuperaron de esa manera rápidamente y lanzaron como consecuencia varios contraataques, bajo esas circunstancias muy eficaces, dirigidos por el general William Mahone. La brecha fue así sellada, y las fuerzas de la Unión fueron rechazadas con graves bajas. La división de soldados negros del general Edward Ferrero fue gravemente dañada. Muchos de ellos fueron capturados y asesinados. La batalla terminó en desastre, por lo que los soldados tuvieron que instalarse durante ocho meses adicionales de guerra de trincheras. Burnside fue relevado mando por su papel en la debacle, y nunca más volvió a una posición de mando.

### Segunda batalla de Deep Bottom
Poco tiempo después ocurrió la segunda batalla de Deep Bottom, también conocida como Fussell's Mill (particularmente en el sur), New Market Road, Bailey's Creek, Charles City Road o White's Tavern, que se libró entre el 14 y el 20 de agosto de 1864 en Deep Bottom en el Condado de Henrico, Virginia. Ocurrió cuando Grant se enteró que tropas de Lee en Deep Bottom habían sido enviadas hacia el frente del Valle de Shenandoah para apoyar allí una ofensiva confederada en Pensilvania. Viendo esa situación como una oportunidad para poder vencer a los confederados en el lugar y apoyar otra ofensiva que ya había planeado en el Ferrocarril de Weldon, él atacó otra vez el sitio.
Por ello, durante la noche del 13 al 14 de agosto, una fuerza bajo el mando del general Winfield S. Hancock cruzó el río James en Deep Bottom para amenazar a Richmond y atraer a las fuerzas confederadas lejos de las trincheras de Petersburg y del Valle de Shenandoah. El 14 de agosto, el X Cuerpo cerró en New Market Heights mientras que el II Cuerpo extendió la línea federal a la derecha a lo largo de Bailey's Creek. Durante la noche, el X Cuerpo se movió al flanco derecho de la línea de la Unión cerca del Molino de Fussell. El 16 de agosto, los asaltos de la Unión cerca de la fábrica tuvieron éxito inicialmente, pero los contraataques de la confederación hicieron retroceder a los federales, que, contrario a las creencias de Grant, se habían ido del lugar en un número menor que el que él pensaba. De esa manera, después de días de escaramuzas indecisas, los federales tuvieron que regresar a la parte sur del río James la noche del 20 de agosto. Los confederados lograron su objetivo de hacer retroceder la amenaza de la Unión, pero aun así tuvieron que diluir sus fuerzas aún más.

### Batalla de Globe Tavern
Poco tiempo más tarde ocurrió la batalla de Globe Tavern, también conocida como la Segunda Batalla del Ferrocarril de Weldon y que Grant ya había planeado de antemano. Se libró del 18 al 21 de agosto de 1864, al sur de Petersburgo y fue el segundo intento del Ejército de la Unión de cortar el Ferrocarril de Weldon durante el sitio de Petersburgo durante la guerra de Secesión. Queriendo aprovecharse de la ofensiva simultánea suya en Deep Bottom, Grant lanzó una fuerza de la Unión bajo el mando del general Gouverneur K. Warren, que destruyó kilómetros de vías y que resistió los posteriores ataques de las tropas confederadas bajo el mando del general P.G.T. Beauregard y el teniente general A. P. Hill en el lugar.
Fue la primera victoria de la Unión en la Campaña Richmond-Petersburg y esa victoria obligó a los confederados a transportar desde entonces sus suministros a 48 kilómetros (30 millas) por vagón para evitar las nuevas líneas de la Unión que se extendían a partir de ese momento más al sur y al oeste.

### Segunda batalla de Ream's Station
Después de ello ocurrió la segunda batalla de Ream's Station (también Reams o Reams) y ocurrió el 25 de agosto de 1864, en el condado de Dinwiddie, Virginia cerca de Globe Tavern. En ella una fuerza de la Unión bajo el mando del general Winfield S. Hancock comenzó, después de lo ocurrido, a destruir otra parte del ferrocarril de Weldon en Petersburg, que era una línea de suministro vital para el ejército confederado del general Robert E. Lee en Petersburg, Virginia. Lee envió por ello una fuerza bajo el mando del teniente general A. P. Hill para desafiar a Hancock y los confederados lograron expulsar a las tropas de la Unión de sus fortificaciones en la estación de Reams. Sin embargo, perdieron una parte clave del ferrocarril, lo que causó aún más dificultades logísticas para los confederados durante el resto de la campaña.

### Incursión Beefsteak
Acosado por el hambre de los acontecimientos, los confederados organizaron luego en septiembre de 1864 la incursión Beefsteak, una incursión de caballería confederada para proveer de comida a Richmond. En ella el mayor general confederado Wade Hampton lideró una fuerza de 3500 soldados del Ejército de los Estados Confederados en lo que se convertiría en un viaje de 160 kilómetros para adquirir ganado destinado para el consumo del Ejército de la Unión y que se estaba acumulando durante el asedio a las ciudades de Richmond y Petersburg. Durante la operación la fuerza de Hampton consiguió capturar en ese ataque más de 2468 vacas, junto con 11 carros y 304 prisioneros de la Unión, llevándolos de regreso a las líneas de la Confederación el 17 de septiembre. Una vez dentro de las líneas confederadas los rebeldes se comieron las vacas en seguida por falta de recursos para mantenerlas, mientras que los federales fueron objeto de burlas por lo ocurrido durante mucho tiempo.

### Batalla de Chaffin's Farm (y New Market Heights)
Más tarde ocurrió la batalla de Chaffin's Farm y New Market Heights, también conocida como Laurel Hill y combates en Forts Harrison, Johnson y Gilmer. Se libró en Virginia entre el 29 y el 30 de septiembre de 1864 y fue parte del sitio de Petersburg. Fue una ofensiva de la Unión comandada por el general Benjamin Butler. La batalla terminó con la victoria de la Unión, ya que New Market Heights y Fort Harrison, condado de Henrico cayeron, aunque el general Lee pudo evitar que la Unión avanzase más en la zona. Como Ulyssess S. Grant previó, Lee tuvo que mover tropas del frente de Petersburg para luchar en el lugar.

### Batalla de Peeble's Farm
Eso fue un buen acontecimiento para la batalla de Peeble's Farm. que se libró instantáneamente a la de Chaffin´s Farm y que ocurrió al sudoeste de Petersburg. Durante la batalla el fuerte McRae fue tomado, pero no pudieron avanzar más allá de él teniendo que parar así en el Boydton Plank Road. Fue una victoria limitada de la Unión, ya que los confederados pudieron luego parar el avance el 1 de octubre.

### Batalla de Boydton Plank Road
Después el ejército federal desencadenó la batalla de Boydton Plank Road (también conocida como Burgess Mill o First Hatcher's Run), que se llevó a cabo entre el 27 y el 28 de octubre de 1864, luego de la exitosa Batalla de Peebles' Farm. Fue un posterior intento del Ejército de la Unión de apoderarse luego de Boydton y Petersburg Plank Road y cortar el South Side Railroad, una línea de suministro crítica a Petersburg. La batalla terminó de forma victoriosa para la confederación, ya que, a pesar de que los confederados estuvieron en una situación peligrosa, los federales aun así no pudieron avanzar en el frente.

### Interludio en las luchas
Después de la batalla el frente tuvo que enfrentarse a un periodo de mal tiempo a causa del frío, por lo que no hubo grandes combates hasta febrero de 1865. Las líneas después de la batalla de Boydton Plank Road, se extendieron desde un punto al este de Richmond, alrededor de Petersburg, al oeste del ferrocarril Weldon, a una distancia de 35 millas. El suministro del Ejército del Norte de Virginia desde entonces fue solo posible en la línea ferroviaria de Southside y en varias carreteras que venían del oeste a Petersburg y Richmond. Aunque Grant no había logrado en ese periodo tomar Petersburg, había logrado algunos objetivos importantes de la campaña. El general Lee reconocía también la amenaza al Ejército del Norte de Virginia con toda claridad. Por ello, en una conversación con el presidente Jefferson Davis el 2 de noviembre de 1864, Lee señaló el adelgazamiento de sus propias líneas y que se produciría un gran desastre para ellos si no recibía refuerzos.

### Batalla de Hatcher's Run
Una vez que mejoró otra vez el tiempo las luchas continuaron y la ofensiva de la Unión continuó. Durante esa ofensiva ocurrió la batalla de Hatcher's Run, también conocida como Dabney's Mill, Armstrong's Mill, Rowanty Creek y Vaughn Road. Esa batalla ocurrió entre ell 5 al 7 de febrero de 1865. En ella la Unión intentó cortar el suministro de los confederados al oeste de Petersburg, Virginia. En ese acontecimiento las tropas federales pudieron extender sus líneas de asedio al cruce de Vaughn Road aunque los confederados pudieron mantener abierta la ruta de Boydton Plank. Aun así, sin embargo, se vieron obligados otra vez a extender sus líneas.

### Batalla de Fort Stedman
Finalmente ocurrió la batalla de Fort Stedman, también conocida como la Batalla de Hare's Hill. Esa batalla se libró el 25 de marzo de 1865, durante las últimas semanas de la guerra. El general Lee, notando que la situación en Petersburgo estaba cada vez peor, lanzó aquel día su última ofensiva seria en la región para evitar el cada vez más inevitable colapso en el frente. Para ello la fortificación del Ejército de la Unión en las líneas de sitio alrededor de Petersburg, Virginia, fue atacada en un asalto confederado antes del amanecer por tropas dirigidas por el mayor general John B. Gordon. Después de un éxito inicial, los hombres de Gordon fueron rechazados por las tropas de la Unión del IX Cuerpo comandado por el general de división John G. Parke. Fue una derrota devastadora para Lee, que además sentó las bases para el posterior derrumbe del frente confederado.

### Batalla de Five Forks
Después de la fallada ofensiva confederada el frente confederado empezó a resquebrajarse. Todo culminó en la batalla de Five Forks, que se libró el 1 de abril de 1865, en el suroeste de Petersburg en el cruce de Five Forks, en el condado de Dinwiddie. Grant sabía, que si tomaba Five Forks, él tendría entonces la clave para controlar el South Side Railroad, una línea de suministro vital y además una ruta de evacuación. Allí el Ejército de la Unión comandado por el general de división Philip Sheridan bajo órdenes de Grant derrotó a una fuerza confederada del Ejército de Virginia del Norte comandada por el general de división George Pickett. A causa de la superioridad en número y el hecho de que en el lugar no había fortificaciones, la Unión pudo derrotar de forma aplastante a las fuerzas confederadas y hacer 5000 prisioneros mientras que el resto huyó. La toma de Five Forks y la derrota anterior de Fort Stedman causaron que ahora el ejército confederado estuviese demasiado débil para mantener las líneas.

### Tercera batalla de Petersburg
Después de la victoria en Five Forks, Grant decidió atacar de inmediato las líneas confederadas en Petersburg. En la luego conocida tercera batalla de Petersburg, también conocida como Avance en Petersburg o la Caída de Petersburg, que se produjo el 2 de abril de 1865, al sur y suroeste de Petersburg, Virginia, el Ejército de la Unión (Ejército del Potomac, Ejército de Shenandoah y Ejército del James) bajo el mando general del general en jefe, el teniente general Ulysses S. Grant, lanzó un asalto general al Ejército Confederado del general Robert E. Lee del Norte de Virginia en las trincheras y las fortificaciones de Petersburg. Cuando las fuerzas de la Unión, mucho más numerosas, asaltaron las líneas, los desesperados defensores confederados en Fort Gregg sólo pudieron detener el avance de la Unión el tiempo suficiente para que los funcionarios del gobierno confederado y la mayor parte del ejército confederado restante, incluidas las fuerzas de defensa locales y algunos miembros del personal de la Armada Confederada, pudiesen huir de Petersburg y de la capital Richmond durante la noche del 2 al 3 de abril. El comandante del cuerpo confederado, el teniente general A. P. Hill, murió durante esos combates.
Los soldados de la Unión ocuparon luego Petersburg y Richmond el 3 de abril. Con ello el objetivo principal de la guerra civil se consiguió. Cuando entraron, las tropas de la Unión fueron recibidos como libertadores por la población afroamericana. Lo mismo ocurrió con Abraham Lincoln, cuando visitó Richmond el día siguiente.

## Consecuencias
Desde entonces la mayor parte del Ejército de la Unión persiguió al Ejército del Norte de Virginia, derrotándolo en las batallas de Sailor's Creek y de High Bridge hasta que consiguió cortar su ruta hacia el ejército de Johnston hacia el oeste, con el que el general Lee quería juntarse para poder así prolongar la lucha. Eso obligó a Robert E. Lee a rendir a ese ejército a la Unión el 9 de abril de 1865 después de la batalla de Appomattox  en Appomatox Court House en Virginia. La caída de Mobile y Lynchburg el 12, Raleigh al día siguiente, Columbus el 17 y Macon el 20 de abril. Propició la rendición Joseph E. Johnston en Durham y Greensboro el 26 de abril, de Richard Taylor en Citronelle el 4 de mayo y el 9 de mayo de Nathan Bedford Forrest en Gainesville (Georgia).